# Enric Sagi i Liñán
Enric Sagi i Liñán, conegut com a Enric Sagi-Barba, (Madrid, 11 de novembre de 1902 - Oviedo, 25 de gener de 1975) fou un baríton català.
Va néixer a Madrid en el si d'una família catalana. Era fill del també baríton Emili Sagi i Barba i la ballarina Concepció Liñán i Pelegrí, i germà del futbolista Emili Sagi i Liñán (1900-1951), i l'actriu Glòria Sagi i Liñán (1899-1985). Fou germanastre del també baríton Lluís Sagi i Vela (1914-2013) i de Josep Sagi i Vela.
Estudià la carrera de Pèrit Mercantil a Barcelona i el 1920 guanyà les oposicions al cos de Correus. En la seva joventut practicà el futbol, sense arribar al nivell del seu germà. Procedent del Club Natació Alacant, jugà amb el RCD Espanyol durant la temporada 1925-26, i un partit amistós amb el FC Barcelona l'any 1926. Musicalment es presentà amb l'opereta Los Cadetes de la Reina a Gijón, el 1925. L'any 1932 estrenà La dulzaina del charro. L'any 1934 s'establí a Oviedo on es reintegrà al cos de Correus.